# Bezirk Sala
Der Bezirk Sala (Salas novads) war ein Bezirk in Lettland, der von 2009 bis 2021 existierte. Bei der Verwaltungsreform 2021 wurde der Bezirk aufgelöst, seine Gemeinden gehören seitdem zum neuen Bezirk Jēkabpils.

## Geographie
Der Bezirks lag im Süden des Landes.

## Bevölkerung
2009 vereinigten sich die Gemeinden Sala und Sēlpils zu einer Verwaltungseinheit. Die Verwaltung befand sich im Ort Sala. 2010 waren 4415 Einwohner gemeldet.

## Nachweise
1. ↑  Vides aizsardzības un reģionālās attīstības ministrija (Ministerium für Naturschutz und Regionalentwicklung), Karten und Auflistung der Verwaltungseinheiten, abgerufen am 28. Juli 2021